# Лесьники (Білостоцький повіт)
Лесьники (пол. Leśniki) — село в Польщі, у гміні Тикоцин Білостоцького повіту Підляського воєводства.
Населення — 166 осіб (2011).
У 1975-1998 роках село належало до Білостоцького воєводства.

## Демографія
Демографічна структура станом на 31 березня 2011 року:
|          | Загалом | Допрацездатний вік | Працездатний вік | Постпрацездатний вік |
| -------- | ------- | ------------------ | ---------------- | -------------------- |
| Чоловіки | 88      | 13                 | 63               | 12                   |
| Жінки    | 78      | 13                 | 43               | 22                   |
| Разом    | 166     | 26                 | 106              | 34                   |